# 금성초등학교 (금산군)
금성초등학교는 대한민국 충청남도 금산군 금성면 상가리에 있는 공립 초등학교이다.

## 학교 연혁
| 1933년 | 4월 20일 | 금성공립보통학교 개교           |
| 1938년 | 4월 1일  | 금성공립심상소학교로 개칭       |
| 1941년 | 4월 1일  | 금성공립국민학교로 개칭         |
| 1981년 | 3월 9일  | 병설유치원 개원                 |
| 1991년 | 3월 2일  | 학교 급식소 설치 운영           |
| 1992년 | 3월 1일  | 금류국민학교 통폐합             |
| 1996년 | 3월 1일  | 금성초등학교로 개칭, 6학급 편성 |
| 2009년 | 3월 1일  | 금계분교장 편입                 |
| 2009년 | 7월 25일 | 영어체험교실(2실) 신축          |
| 2015년 | 2월 9일  | 다목적 강당 개관                |
| 2015년 | 2월 12일 | 제79회 졸업(졸업생 7,079명)     |
| 2017년 | 2월 10일 | 제81회 졸업(졸업생 7,110명)     |

## 참고 자료
- 금성초등학교 - 한국교육학술정보원 학교알리미